# Солёное Озеро (Крым)
Солёное О́зеро (до 1945 года Тагана́ш, Тогана́ш; укр. Солоне Озеро, крымскотат. Toğanaş, Тогъанаш) — село в Джанкойском районе Республики Крым, входит в состав Ермаковского сельского поселения (согласно административно-территориальному делению Украины — Ермаковского сельского совета Автономной Республики Крым).

## Население
| 2001 | 2014 |
| ---- | ---- |
| 1033 | ↘838 |

Всеукраинская перепись 2001 года показала следующее распределение по носителям языка
| Язык             | Процент |
| ---------------- | ------- |
| русский          | 61.47   |
| крымскотатарский | 28.94   |
| украинский       | 8.23    |
| другие           | 0.29    |

### Динамика численности
| - 1805 год — 134 чел. - 1864 год — 7 чел. - 1900 год — 1060 чел. - 1897 год — 1321 чел. - 1915 год — 1465 чел. - 1926 год — 1315 чел. | - 1939 год — 1700 чел. - 1989 год — 1954 чел. - 2001 год — 1033 чел. - 2009 год — 996 чел. - 2014 год — 838 чел. |

## Современное состояние
На 2017 год в Солёном Озере числится 10 улиц, 2 переулка, Консервный завод и Подстанция РЭС; на 2009 год, по данным сельсовета, село занимало площадь 148,6 гектара на которой, в 332 дворах, проживало 996 человек. В селе действуют средняя общеобразовательная школа, библиотека, сельский клуб, отделение Почты России, церковь святых равноапостольных Кирилла и Мефодия, дом-интернат для престарелых и инвалидов. Село связано автобусным сообщением с райцентром и соседними населёнными пунктами, в селе расположена одноимённая железнодорожная станция.

## География
Солёное Озеро — большое село на севере района, в Крымской степи, на выдающемся в Сиваш полуострове (и одноимённая первая железнодорожная станция при въезде в Крым), высота центра села над уровнем моря — 14 м. Ближайшие сёла: Мелководное в 1,5 км на запад, Копани в 3,5 км на юг и Ермаково в 2,5 км на юго-восток. Расстояние до райцентра — 20 километров по железной дороге и около 26 километров (по шоссе). Транспортное сообщение осуществляется по региональной автодороге 35Н-183 Томашевка — Ермаково (по украинской классификации — С-0-10459).

## История
Первое документальное упоминание села встречается в Камеральном Описании Крыма… 1784 года, судя по которому, в последний период Крымского ханства Тоганеш входил в Дип Чонгарский кадылык Карасубазарского каймаканства. После присоединения Крыма к России (8) 19 апреля 1783 года, (8) 19 февраля 1784 года, именным указом Екатерины II сенату, на территории бывшего Крымского Ханства была образована Таврическая область и деревня была приписана к Перекопскому уезду. После Павловских реформ, с 1796 по 1802 год, входила в Перекопский уезд Новороссийской губернии. По новому административному делению, после создания 8 (20) октября 1802 года Таврической губернии, Биюк-Таганаш был включён в состав Биюк-Тузакчинской волости Перекопского уезда.
По Ведомости о всех селениях в Перекопском уезде состоящих с показанием в которой волости сколько числом дворов и душ… от 21 октября 1805 года, в деревне Биюк-Таганаш числилось 23 двора, 134 крымских татар и 11 ясыров. На военно-топографической карте генерал-майора Мухина 1817 года обозначен один Таганаш с 16 дворами. Фактически, продолжали существовать два селения: после реформы волостного деления 1829 года Биюк-Таганаш, согласно «Ведомости о казённых волостях Таврической губернии 1829 года», остался в составе Тузакчинской волости. На карте 1836 года в деревне 17 дворов. Затем, видимо, вследствие эмиграции крымских татар в Турцию, деревня заметно опустела и на карте 1842 года Биюк Тогонаш обозначен условным знаком «малая деревня», то есть, менее 5 дворов.
В 1860-х годах, после земской реформы Александра II, деревню приписали к Байгончекской волости того же уезда. В «Списке населённых мест Таврической губернии по сведениям 1864 года», составленном по результатам VIII ревизии 1864 года, Биюк-Тоганаш — владельческая татарская деревня с 1 двором и 7 жителями при колодцах. Согласно «Памятной книжке Таврической губернии за 1867 год», деревня Биюк-Тоганаш была покинута жителями в 1860—1864 годах, в результате эмиграции крымских татар, особенно массовой после Крымской войны 1853—1856 годов, в Турцию и оставалась в развалинах. На трехверстовой карте 1876 года при новой железной дороге обозначена станция Тогонаш (открыта в 1874 году) с казармой, водокачкой, но без постоянных жителей. Не значится поселение и в «Памятной книге Таврической губернии 1889 года», хотя известно, что в том году была открыта Таганашская церковноприходская школа.
После земской реформы 1890 года Таганаш отнесли к Богемской волости. В «…Памятной книжке Таврической губернии на 1892 год» в сведениях о Богемской волости никаких данных о селении, кроме названия, не приведено, но известно, что действовали паровозное депо, дистанция пути, вагоноремонтный пункт, железнодорожные мастерские, шпалопропиточный завод, (к 1898 году переведённые в Джанкой), Петропавловская церковь, закрытая в 1952 году. Перепись 1897 года зафиксировала в посёлке 1 321 жителя, из них 990 православных и 156 иудеев. По «…Памятной книжке Таврической губернии на 1900 год» в посёлке Таганаш числилось 1060 жителей в 110 дворах. На 1902 год в селе имелась земская больница на 3 койки, работали врач и фельдшер. По Статистическому справочнику Таврической губернии. Ч.II-я. Статистический очерк, выпуск пятый Перекопский уезд, 1915 год, в посёлке Биюк и Кучук Таганаш Богемской волости Перекопского уезда числилось 178 дворов с населением 1420 человек приписных жителей, без указания национальностей. На 1917 год в селе действовали кредитное товарищество, почтово-телеграфное отделение, учительская школа, больница (врач и 2 фельдшера).
Во время Крымской операции Армии УНР 22 апреля 1918 года части Крымской группы Болбочана заняли станцию и село об этом оставил свои воспоминания участник тех событий Монкевич:
Спешно передвигалась пехота, конница и на утро позиции на линии ст. Таганаш были закреплены за украинским войском.
В этот же день красноармейские части попытались отбить станцию, но понеся потери отступили. В этом бою казаки взяли небольшую группу большевиков, было захвачено 30 пулемётов, много винтовок и половину артиллерийской батареи с лошадьми. Находясь в Тангаше Болбочан отдал приказ наступления на Джанкой имеющими силами не ожидая переправления всей Крымской группы через Чонгар. С Тангаша Болбочан телеграфом связался с Кошем и сообщил о своих успехах. Кош приказал Болбочану оставаться на занятых позициях . Болбочан отказался выполнить приказ и продолжил движение на Джанкой..
В ноябре 1920 года, в ходе подготовки к форсированию Сиваша, в районе Таганаша действовала разведка 30-й стрелковой Иркутской дивизии. 4 разведчиков были схвачены белогвардейцами и расстреляны (имена погибших не установлены). После прихода Красной армии 12 ноября 1920 года останки красноармейцев были захоронены у железнодорожной станции.
После установления в Крыму Советской власти, по постановлению Крымревкома от 8 января 1921 года № 206 «Об изменении административных границ» была упразднена волостная система и в составе Джанкойского уезда был создан Джанкойский район. В 1922 году уезды преобразовали в округа. 11 октября 1923 года, согласно постановлению ВЦИК, в административное деление Крымской АССР были внесены изменения, в результате которых округа были ликвидированы, основной административной единицей стал Джанкойский район и село включили в его состав. Согласно Списку населённых пунктов Крымской АССР по Всесоюзной переписи 17 декабря 1926 года, в селе Таганаш, центре Таганашского сельсовета Джанкойского района, и на одноимённой станции, числилось 350 дворов, из них 325 крестьянских, население составляло 1315 человек. В национальном отношении учтено: 922 русских, 155 украинцев, 96 немцев, 44 грека, 41 еврей, 30 татар, 3 чеха, 1 армянин, 1 болгарин, 20 записаны в графе «прочие», действовала русская школа-семилетка. В селе действовал колхоз имени Блюхера. По данным всесоюзной переписи населения 1939 года в селе проживало 1700 человек. На подробной карте РККА северного Крыма 1941 года в Таганаше отмечено 208 дворов Вскоре после начала Великой Отечественной войны, 18 августа 1941 года крымские немцы из Таганаша были выселены, сначала в Ставропольский край, а затем в Сибирь и северный Казахстан.
Во время Великой Отечественной войны в Таганаше действовала подпольная группа в составе руководителя Александра Фёдоровича Мирошниченко, подполковников Кирилла Семеновича Лобачева и Елены Ивановны Филипенко, рядового Ивана Гавриловича Сахно, гражданских Фёдори Ивановича Слюсаренко, Новожиленко и Седина. В феврале 1942 года подпольщики были арестованы полицией и 28 февраля 1942 года расстреляны. Местные жители захоронили погибших у здания сельской школы. В 1954 году на могиле установили обелиск, в 1975 году останки перезахоронили в братскую могилу красноармейцев у здания железнодорожной станции, на которой сооружён памятник в виде женщины с ребёнком (скульптор неизвестен). Постановлением Совета министров Республики Крым № 627 от 20 декабря 2016 года памятник отнесён к категории объектов культурно-исторического наследия России регионального значения.
В 1944 году, после освобождения Крыма от фашистов, согласно Постановлению ГКО № 5859 от 11 мая 1944 года, 18 мая крымские татары были депортированы в Среднюю Азию, 27 июня та же участь постигла местных греков. 12 августа 1944 года было принято постановление № ГОКО-6372с «О переселении колхозников в районы Крыма» и в сентябре 1944 года в район приехали первые новоселы (27 семей) из Каменец-Подольской и Киевской областей, а в начале 1950-х годов последовала вторая волна переселенцев из различных областей Украины. Указом Президиума Верховного Совета РСФСР от 21 августа 1945 года Таганаш был переименован в Солёное Озеро и Таганашский сельсовет — в Солёноозёрский. С 25 июня 1946 года Солёное Озеро в составе Крымской области РСФСР, а 26 апреля 1954 года Крымская область была передана из состава РСФСР в состав УССР. Время упразднения сельсовета и включения в Медведевский пока не установлено: на 15 июня 1960 года село уже числилось в его составе. 1 апреля 1977 года создан Ермаковский сельсовет в который включили Копани. По данным переписи 1989 года в селе проживало 1954 человека. С 12 февраля 1991 года село в восстановленной Крымской АССР, 26 февраля 1992 года переименованной в Автономную Республику Крым.